# Camptonotus
Camptonotus is een geslacht van rechtvleugeligen uit de familie Gryllacrididae. De wetenschappelijke naam van dit geslacht is voor het eerst geldig gepubliceerd in 1864 door Uhler.

## Soorten
Het geslacht Camptonotus omvat de volgende soorten:
- Camptonotus affinis Rehn, 1903
- Camptonotus americanus Bruner, 1915
- Camptonotus australis Rehn, 1907
- Camptonotus carolinensis Gerstaecker, 1860
- Camptonotus jamaicensis Brunner von Wattenwyl, 1888